# Jewgeni Anatoljewitsch Popow

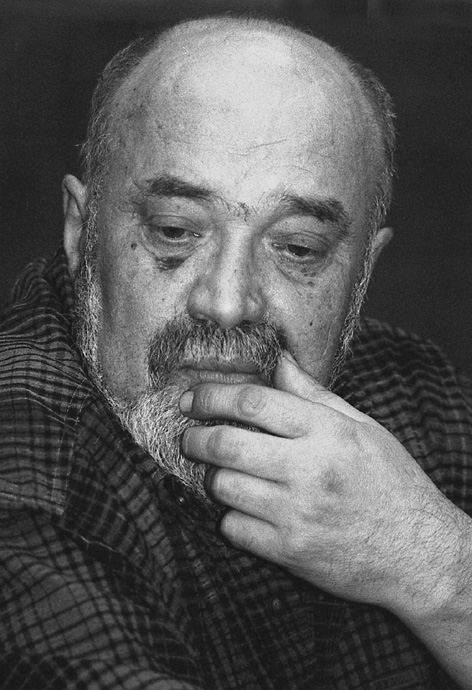
Jewgeni Popow

Jewgeni Anatoljewitsch Popow (russisch Евгений Анатольевич Попов, wiss. Transliteration Evgenij Anatol'evič Popov; * 5. Januar 1946 in Krasnojarsk, Sibirien) ist ein russischer Prosa-Schriftsteller.
Popow betätigte sich nach seiner Mitwirkung am Literaturalmanach Metropol seit 1979 in der Sowjetunion im so genannten Underground. Nach ersten literarischen Erfolgen, zu denen ihm u. a. Wassili Schukschin verholfen hatte, wurde er nach siebenmonatiger Mitgliedschaft aus dem Schriftstellerverband ausgeschlossen. Er arbeitete in seinem erlernten Beruf als Geologe, wodurch er als Schriftsteller unabhängig blieb.
1980 kam ein Sammelband mit Erzählungen von Popow in einem  amerikanischen Exilverlag heraus. Erst nach der Perestroika erschienen seine Werke wieder in Russland.
Bis heute verfasste Popow über 200 Erzählungen und vier Romane.

## Werke
- Das Herz des Patrioten oder Diverse Sendschreiben an Ferfitschkin 1989 in der Zeitschrift Wolga Nr. 2 (russisch: Душа патриота, или Различные послания к Ферфичкину), deutsche Ausgabe 1991, ISBN 978-3-10-062404-8
- Die Wunderschönheit des Lebens Moskau: Moskowski Rabotschi 1990 (russisch: Прекрасность жизни. Главы из "романа с газетой", который никогда не будет начат и закончен), deutsche Ausgabe 1992, ISBN 978-3-10-062405-5
- Vorabend ohne Ende Moskau: Tekst 1993 (russisch: Накануне накануне), deutsche Ausgabe 1994, ISBN 978-3-10-062418-5
- Die wahre Geschichte der Grünen Musikanten (Roman) 1998 in der Zeitschrift Snamja (russisch: Подлинная история “Зеленых музыкантов”. Роман) deutsche Ausgabe 1999, ISBN 978-3-8270-0301-0
- Wie es mit mir bergab ging deutsche Ausgabe 1997, ISBN 978-3-596-13840-1